# 30ª edizione dei Critics' Choice Awards
La 30ª edizione dei Critics' Choice Awards, originariamente prevista per il 12 gennaio 2025, è stata rimandata prima al 26 gennaio e in seguito al 7 febbraio a causa degli incendi in California che si sono svolti in quel periodo. Presentata al Barker Hangar di Santa Monica, California, si è svolta per onorare il cinema e la televisione del 2024.
Le candidature per i premi televisivi sono state annunciate il 5 dicembre 2024, mentre le candidature per il cinema sono state annunciate il 12 dicembre 2024.

## Premi per il cinema
Vengono di seguito indicati in grassetto i vincitori. Ove ricorrente e disponibile, viene indicato il titolo in lingua italiana e quello in lingua originale tra parentesi.

### Miglior film
- Anora, regia di Sean Baker
- The Brutalist, regia di Brady Corbet
- A Complete Unknown, regia di James Mangold
- Conclave, regia di Edward Berger
- Dune - Parte due (Dune: Part Two), regia di Denis Villeneuve
- Emilia Pérez, regia di Jacques Audiard
- Nickel Boys, regia di RaMell Ross
- Sing Sing, regia di Greg Kwedar
- The Substance, regia di Coralie Fargeat
- Wicked (Wicked: Part I), regia di Jon M. Chu

### Miglior regista
- Jon M. Chu – Wicked (Wicked: Part I)
- Jacques Audiard – Emilia Pérez
- Sean Baker – Anora
- Edward Berger – Conclave
- Brady Corbet – The Brutalist
- Coralie Fargeat – The Substance
- RaMell Ross - Nickel Boys
- Denis Villeneuve - Dune - Parte due (Dune: Part Two)

### Miglior attore protagonista
- Adrien Brody – The Brutalist
- Timothée Chalamet – A Complete Unknown
- Daniel Craig – Queer
- Colman Domingo – Sing Sing
- Ralph Fiennes – Conclave
- Hugh Grant – Heretic

### Miglior attrice protagonista
- Demi Moore – The Substance
- Cynthia Erivo – Wicked (Wicked: Part I)
- Karla Sofía Gascón – Emilia Pérez
- Marianne Jean-Baptiste – Hard Truths
- Angelina Jolie – Maria
- Mikey Madison – Anora

### Miglior attore non protagonista
- Kieran Culkin – A Real Pain
- Jurij Borisov – Anora
- Clarence Maclin – Sing Sing
- Edward Norton – A Complete Unknown
- Guy Pearce – The Brutalist
- Denzel Washington – Il gladiatore II (Gladiator II)

### Miglior attrice non protagonista
- Zoe Saldana – Emilia Pérez
- Danielle Deadwyler – The Piano Lesson
- Aunjanue Ellis-Taylor – Nickel Boys
- Ariana Grande – Wicked (Wicked: Part I)
- Margaret Qualley – The Substance
- Isabella Rossellini – Conclave

### Miglior giovane interprete
- Maisy Stella – My Old Ass
- Alyla Browne – Furiosa: A Mad Max Saga
- Elliott Heffernan – Blitz
- Izaac Wang – Dìdi
- Alisha Weir – Abigail
- Zoe Ziegler – Janet Plane

### Miglior cast corale
- Conclave
- Anora
- Emilia Pérez
- Saturday Night
- Sing Sing
- Wicked (Wicked: Part I)

### Miglior sceneggiatura originale
- Coralie Fargeat – The Substance
- Sean Baker – Anora
- Moritz Binder, Tim Fehlbaum e Alex David  – September 5
- Brady Corbet e Mona Fastvold – The Brutalist
- Jesse Eisenberg – A Real Pain
- Justin Kuritzkes – Challengers

### Miglior sceneggiatura non originale
- Peter Straughan – Conclave
- Jacques Audiard – Emilia Pérez
- Winnie Holzman e Dana Fox – Wicked (Wicked: Part I)
- Greg Kwedar e Clint Bentley – Sing Sing
- RaMell Ross e Joslyn Barnes – Nickel Boys
- Denis Villeneuve e Jon Spaihts – Dune - Parte due (Dune: Part Two)

### Miglior fotografia
- Jarin Blaschke – Nosferatu
- Alice Brooks – Wicked (Wicked: Part I)
- Lol Crawley – The Brutalist
- Stéphane Fontaine – Conclave
- Greig Fraser – Dune - Parte due (Dune: Part Two)
- Jomo Fray – Nickel Boys

### Miglior montaggio
- Marco Costa – Challengers
- Sean Baker – Anora
- Nick Emerson – Conclave
- Dávid Jancsó – The Brutalist
- Joe Walker – Dune - Parte due (Dune: Part Two)
- Hansjörg Weißbrich – September 5

### Migliori costumi
- Paul Tazewell – Wicked (Wicked: Part I)
- Lisy Christl – Conclave
- Linda Muir – Nosferatu
- Massimo Cantini Parrini – Maria
- Jacqueline West – Dune - Parte due (Dune: Part Two)
- Janty Yates e Dave Crossman – Il gladiatore II (Gladiator II)

### Miglior scenografia
- Nathan Crowley e Lee Sandales – Wicked (Wicked: Part I)
- Judy Becker e Patricia Cuccia – The Brutalist
- Suzie Davies – Conclave
- Craig Lathrop – Nosferatu
- Arthur Max, Jille Azis e Elli Griff – Il gladiatore II (Gladiator II)
- Patrice Vermette e Shane Vieau – Dune - Parte due (Dune: Part Two)

### Miglior colonna sonora
- Trent Reznor e Atticus Ross – Challengers
- Volker Bertelmann – Conclave
- Daniel Blumberg – The Brutalist
- Kris Bowers – Il robot selvaggio (The Wild Robot)
- Clément Ducol e Camille – Emilia Pérez
- Hans Zimmer – Dune - Parte due (Dune: Part Two)

### Miglior canzone
- El Mal (scritta da Clément Ducol, Camille e Jacques Audiard; eseguita da Zoe Saldana, Karla Sofía Gascón e Camille) – Emilia Pérez
- Beautiful That Way (scritta da Andrew Wyatt, Miley Cyrus e Lykke Li; eseguita da Miley Cyrus) – The Last Showgirl
- Compress/ Repress (scritta da Trent Reznor, Atticus Ross e Luca Guadagnino; eseguita da Trent Reznor e Atticus Ross) – Challengers
- Harper and Will Go West (scritta da Sean Douglas, Josh Greenbaum e Kristen Wiig; eseguita da Kristen Wiig) – Will & Harper
- Kiss the Sky (scritta da Delacey, Jordan K. Johnson, Stefan Johnson, Maren Morris, Michael Pollack e Ali Tamposi; eseguita da Maren Morris) – Il robot selvaggio (The Wild Robot)
- Mi Camino (Clément Ducol e Camille; eseguita da Selena Gomez) – Emilia Pérez

### Miglior trucco e acconciatura
- Stéphanie Guillon, Frédérique Arguello e Pierre-Olivier Persin – The Substance
- Christine Blundell, Lesa Warrener e Neal Scanlan – Beetlejuice Beetlejuice
- Frances Hannon, Sarah Nuth e Laura Blount – Wicked (Wicked: Part I)
- Traci Loader, Suzanne Stokes-Munton e David White – Nosferatu
- Mike Marino, Sarah Graalman e Aaron Saucier – A Different Man
- Dune - Parte due (Dune: Part Two)

### Migliori effetti speciali
- Paul Lambert, Stephen James, Rhys Salcombe e Gerd Nefzer – Dune - Parte due (Dune: Part Two)
- Mark Bakowski, Pietro Ponti, Nikki Penny e Neil Corbould – Il gladiatore II (Gladiator II)
- Pablo Helman, Jonathan Fawkner, Paul Corbould e David Shirk – Wicked (Wicked: Part I)
- Luke Millar, David Clayton, Keith Herft e Peter Stubbs – Better Man
- Erik Winquist, Stephen Unterfranz, Paul Story e Rodney Burke – Il regno del pianeta delle scimmie (Kingdom of the Planet of the Apes)
- The Substance

### Miglior film commedia
- Deadpool & Wolverine, regia di Shawn Levy ex aequo
- A Real Pain, regia di Jesse Eisenberg ex aequo
- Hit Man - Killer per caso (Hit Man), regia di Richard Linklater
- My Old Ass, regia di Megan Park
- Saturday Night, regia di Jason Reitman
- Thelma, regia di Josh Margolin

### Miglior film straniero
- Emilia Pérez, regia di Jacques Audiard (Francia)
- Io sono ancora qui (Ainda estou aqui), regia di Walter Salles (Brasile)
- All We Imagine As Light - Amore a Mumbai (All We Imagine as Light), regia di Payal Kapadiya (India)
- Flow - Un mondo da salvare (Straume), regia di Gints Zilbalodis (Lettonia)
- Kneecap, regia di Rich Peppiatt (Irlanda)
- Il seme del fico sacro (Dāne-ye anjīr-e ma'ābed), regia di Mohammad Rasoulof (Germania)

### Miglior film animato
- Il robot selvaggio (The Wild Robot), regia di Chris Sanders
- Flow - Un mondo da salvare (Straume), regia di Gints Zilbalodis
- Inside Out 2, regia di Kelsey Mann
- Memoir of a Snail, regia di Adam Elliot
- Wallace & Gromit - Le piume della vendetta (Wallace & Gromit: Vengeance Most Fowl), regia di Nick Park e Merlin Grossingham

## Premi per la televisione
Vengono di seguito indicati in grassetto i vincitori. Ove ricorrente e disponibile, viene indicato il titolo in lingua italiana e quello in lingua originale tra parentesi.

### Miglior serie drammatica
- Shōgun
- Anne Rice's Interview with the Vampire
- The Day of the Jackal
- The Diplomat
- Evil
- Industry
- The Old Man
- Slow Horses

### Miglior attore protagonista in una serie drammatica
- Hiroyuki Sanada – Shōgun
- Jeff Bridges – The Old Man
- Ncuti Gatwa – Doctor Who
- Eddie Redmayne – The Day of the Jackal
- Rufus Sewell – The Diplomat
- Antony Starr – The Boys

### Miglior attrice protagonista in una serie drammatica
- Kathy Bates – Matlock
- Caitríona Balfe – Outlander
- Shanola Hampton – Found
- Keira Knightley – Black Doves
- Keri Russell – The Diplomat
- Anna Sawai – Shōgun

### Miglior attore non protagonista in una serie drammatica
- Tadanobu Asano – Shōgun
- Michael Emerson – Evil
- Mark-Paul Gosselaar – Found
- Takehiro Hira – Shōgun
- John Lithgow – The Old Man
- Sam Reid – Anne Rice's Interview with the Vampire

### Miglior attrice non protagonista in una serie drammatica
- Moeka Hoshi – Shōgun
- Allison Janney – The Diplomat
- Nicole Kidman – Lioness
- Skye P. Marshall – Matlock
- Anna Sawai – Pachinko - La moglie coreana (Pachinko)
- Fiona Shaw – Bad Sisters

### Miglior serie commedia
- Hacks
- Abbott Elementary
- English Teacher
- Nobody Wants This
- Only Murders in the Building
- Somebody Somewhere
- St. Denis Medical
- What We Do in the Shadows

### Miglior attore in una serie commedia
- Adam Brody – Nobody Wants This
- Brian Jordan Alvarez – English Teacher
- David Alan Grier – St. Denis Medical
- Steve Martin – Only Murders in the Building
- Kayvan Novak – What We Do in the Shadows
- Martin Short – Only Murders in the Building

### Miglior attrice in una serie commedia
- Jean Smart – Hacks
- Kristen Bell – Nobody Wants This
- Quinta Brunson – Abbott Elementary
- Natasia Demetriou – What We Do in the Shadows
- Bridget Everett – Somebody Somewhere
- Kristen Wiig – Palm Royale

### Miglior attore non protagonista in una serie commedia
- Michael Urie – Shrinking
- Paul W. Downs – Hacks
- Asher Grodman – Ghosts
- Harvey Guillén – What We Do in the Shadows
- Brandon Scott Jones – Ghosts
- Tyler James Williams – Abbott Elementary

### Miglior attrice non protagonista in una serie commedia
- Hannah Einbinder – Hacks
- Liza Colón-Zayas – The Bear
- Janelle James – Abbott Elementary
- Stephanie Koenig – English Teacher
- Patti LuPone – Agatha All Along
- Annie Potts – Young Sheldon

### Miglior miniserie TV
- Baby Reindeer
- Disclaimer - La vita perfetta (Disclaimer)
- Masters of the Air
- Mr Bates vs The Post Office
- The Penguin
- We Were the Lucky Ones

### Miglior film TV
- Rebel Ridge, regia di Jeremy Saulnier
- The Great Lillian Hall, regia di Michael Cristofer
- It's What's Inside, regia di Greg Jardin
- Musica (Música), regia di Rudy Mancuso
- Out of My Mind, regia di Amber Sealey
- V/H/S/Beyond

### Miglior attore protagonista in una miniserie o film TV
- Colin Farrell – The Penguin
- Richard Gadd – Baby Reindeer
- Tom Hollander – Feud: Capote vs. The Swans
- Kevin Kline – Disclaimer - La vita perfetta (Disclaimer)
- Ewan McGregor – Un gentiluomo a Mosca (A Gentleman in Moscow)
- Andrew Scott – Ripley

### Miglior attrice protagonista in una miniserie o film TV
- Cristin Milioti – The Penguin
- Cate Blanchett – Disclaimer - La vita perfetta (Disclaimer)
- Jodie Foster – True Detective: Night Country
- Jessica Lange – The Great Lillian Hall
- Phoebe-Rae Taylor – Out of My Mind
- Naomi Watts – Feud: Capote vs. The Swans

### Miglior attore non protagonista in una miniserie o film TV
- Liev Schreiber – The Perfect Couple
- Robert Downey Jr. – Il simpatizzante (The Sympathizer)
- Hugh Grant – The Regime - Il palazzo del potere (The Regime)
- Ron Cephas Jones – Genius: MLK/X (postumo)
- Logan Lerman – We Were the Lucky Ones
- Treat Williams – Feud: Capote vs. The Swans (postumo)

### Miglior attrice non protagonista in una miniserie o film TV
- Jessica Gunning – Baby Reindeer
- Dakota Fanning – Ripley
- Leila George – Disclaimer - La vita perfetta (Disclaimer)
- Betty Gilpin – Three Women
- Deirdre O'Connell – The Penguin
- Kali Reis – True Detective: Night Country

### Miglior serie animata
- X-Men '97
- Batman: Caped Crusader
- Bluey
- Bob's Burgers
- Invincible
- I Simpson (The Simpsons)

### Miglior serie straniera
- Squid Game
- Acapulco
- Citadel: Honey Bunny
- La Máquina
- La legge di Lidia Poët
- L'amica geniale
- Pachinko - La moglie coreana (Pachinko)
- Senna

### Miglior Talk Show
- John Mulaney Presents: Everybody's in LA
- The Daily Show
- The Graham Norton Show
- Hot Ones
- The Kelly Clarkson Show
- The Late Show with Stephen Colbert

### Miglior commedia speciale
- Ali Wong: Single Lady
- Jim Gaffigan: The Skinny
- Kevin James: Irregardless
- Nikki Glaser: Someday You'll Die
- Rachel Bloom: Death, Let Me Do My Special
- Ramy Youssef: More Feelings